# (39879) 1998 EK8
1998 إي كي 8 (ويعرف أيضًا باسم (39879) 1998 إي كي 8 وفق تسمية الكوكب الصغير) (بالإنجليزية: 1998 EK8)‏ هو كويكب ضمن حزام الكويكبات؛ وترتيبه 39879 من حيث الاكتشاف.
اكتُشف هذا الجُرم الفلكي بواسطة Yoshisada Shimizu ‏ في 3 مارس 1998.

## وصلات خارجية
- (39879) 1998 EK8 في قاعدة بيانات مختبر الدفع النفاث لأجرام النظام الشمسي الصغيرة

- الاكتشاف · مخطط المدار ·  العناصر المدارية · المعلمات المادية

- (39879) 1998 EK8 على موقع ويكي سكاي: DSS2, SDSS, GALEX, IRAS, Hydrogen α, X-Ray, Astrophoto, Sky Map, Articles and images